# Sauce cinq P
 (signalé en mai 2025).
Si vous disposez d'ouvrages ou d'articles de référence ou si vous connaissez des sites web de qualité traitant du thème abordé ici, merci de compléter l'article en donnant les références utiles à sa vérifiabilité et en les liant à la section « Notes et références ».
- Archive Wikiwix
- Bing
- Cairn
- DuckDuckGo
- E. Universalis
- Gallica
- Google
- G. Books
- G. News
- G. Scholar
- Persée
- Qwant
- (zh) Baidu
- (ru) Yandex
- (wd) trouver des œuvres sur Wikidata

La sauce cinq P est une sauce à base de tomates dont le nom a pour origine la première lettre du nom italien de ses cinq ingrédients : panna, pomodoro, parmigiano, prezzemolo et pepe (crème fraîche, tomate, parmesan, persil et poivre).
Cette sauce est particulièrement recommandée pour accompagner les pâtes.